# Арчинаццо-Романо
Арчинаццо-Романо (итал. Arcinazzo Romano) — коммуна в Италии, располагается в области Лацио, в провинции Рим.
Население коммуны, на 01.01.2023 года, составляет 1239 человек, плотность населения ─ 43,76 чел./км². Коммуна занимает площадь 28,31 км². Почтовый индекс — 00020. Телефонный код — 0774.
Покровителем коммуны почитается святой Георгий Победоносец, празднование 23 апреля.

## Демография
Динамика населения:

## Города-побратимы
- Сантипонсе, Испания[2]